# 熊秉鑑
熊秉鑑（16世紀—17世紀），字元明，號紫珍，南直隶蘇州府吴县人，明朝政治人物。

## 生平
萬曆四十年（1612年）壬子科舉人，萬曆四十一年（1613年）聯捷癸丑科進士，授刑部主事，升员外郎，四十六年典試廣東。晉郎中，十二月出守荆州府。天启二年（1622年）升湖廣按察司副使。崇禎四年（1631年）升浙江右参政。

## 家族
曾祖熊寿稱，儒官。祖父熊文燧，举人、福州府别駕。父熊紹基。

## 引用
1. ↑  《萬曆四十一年癸丑科進士履歷》：熊秉鑑，紫珍，易五房，壬辰五月十二日生。吴县人，壬子鄉試二名，会试三百二十八名，二甲二十八名。工部政，甲寅授刑部主事，戊午升廣東司员外，本年廣東主考，本年升湖廣司郎中，升荆州知府，壬戌升本省付使，己巳補荆西道付使，辛未升浙江參政。
2. ↑  万历四十六年六月，差简讨丁绍轼、吏科张孔教往福建，主事陆完学、评事齐琦名往四川，员外熊秉鉴、主事陈应元往广东，主事谭昌言、中书朱童蒙往广西，各考试。
3. ↑  万历四十六年十二月，补原任陕西副使杨楷为湖广副使，原任建昌府知府赵元吉为都匀府知府，颜欲章为常州府知府，刑部郎中熊秉鉴为荆州府知府。
4. ↑  天启二年七月，起原任江西副使吴允中为陕西按察司副使，升湖广荆州府知府熊秉鉴为本省按察司副使。
5. ↑  崇禎四年三月己酉，陞四川副使熊化為本省左參政，湖廣副使熊秉鑑為浙江右參政，調雲南副使張文茂為貴州副使專覈邊鎮軍馬。
6. ↑  《苏州府志》